# Peritonitis
Peritonitis je upala peritoneuma, serozne membrane koja oblaže abdominalnu šupljinu i unutarnje organe. Može biti generaliziran ili lokaliziran. Često je rezultat rupture (prsnuća) šupljeg organa, abdominalne traume ili upale crvuljka ili nekog neinfektivnog procesa.

## Znaci i simptomi

### Bol u abdomenu i osjetljivost
Glavna klinička manifestacija peritonitisa je abdominalna bol i osjetljivost i branjenje pacijenta. Pokretanje peritoneuma pojačava bol, naprimjer kašljanje (kašljanje se koristi kao test). Blumbergov znak se provocira tako što se najprije pritisne trbuh što izaziva manju bol i nakon toga se ruke naglo podignu s abdomena što naglo pogorša bol jer se peritoneum naglo vrati na svoje mjesto. Prisustvo ovog znaka se označava kao peritonizam.
Mjesto gdje se javlja bol ovisi od lokacije upaljenog organa (upala crvuljka ili divertikulitis) ili može biti prisutna osjetljivost cijelog abdomena kod difuznoga peritonitisa. Bol često počinje kao slabo lokalizirana difuzna bol u središnjem dijelu abdomena da bi se tijekom razvoja upalnog procesa bol lokalizirala na mjestu upaljenog organa. Tipičan je primjer pomjeranja boli od pupka (visceralni bol, bol organa) prema desnoj preponskoj regiji gdje se bol javi na mjestu kontakta upaljenog crvuljka s peritoneumom (somatski bol). Peritonitis je primjer za akutni abdomen.

### Prateće manifestacije
- Difuzna abdominalna napetost (trbuh tvrd kao daska) je često prisutna, osobito kod akutnog abdomena.
- Groznica
- Sinusna tahikardija
- Paralitički ileus (paraliza rada crijeva) što uzrokuje povraćanje i mučninu.

### Komplikacije
- Sekvestracija tekućina i elektrolita dovodi do pada centralnog venskog tlaka, poremećaja elektrolita i hipovolemije što može dovesti do šoka i akutne bubrežne insuficijencije (zatajenje)
- Peritonelni apsces se može formirati u abdomenu (naprimjer iznad ili ispod jetre)
- Sepsa (lat. Sepsis) se može razviti i u tom skučaju potrebne su hemokulture.
- Tekućina u peritonealnoj šupljini može podići dijafragmu (ošit) i prouzrokovati teškoće u disanju.

## Uzroci

### Inficirani peritonitis
Najčešći uzrok peritonitisa je perforacija dijela gastrointestinalnog sustava. Primjeri su distalna perforacija jednjaka (Boerhaaveov sindrom), želuca (peptički ulcus, rak želuca), dvanaesnika (peptički ulkus) i ostalih crijeva (Upala crvuljka, divertikulitis, Meckelov divertikulum, upalna bolest crijeva, infarkt crijeva, strangulacija crijeva, kolorektalni rak, mekonijum peritonitis) ili žučnog mjehura (kolecistitis). Drugi mogući razlog je trauma, ingestija stranog tijela (kost ribe, čačkalica, staklo), perforacija endoskopom ili kateterom, curenje anastomoze crijeva nakon kirurškog zahvata. U zadnjem slučaju bol u abdomenu i paralitički ileus se smatraju se normalnim posljedicama operativnog zahvata u domeni abdominalne kirurgije.
Kod većine slučajeva perforacije šupljeg organa miješane bakterije su izolirane, najčešće gram negativni bacili kao što je Esherichia coli i anaerobne bakterije (naprimjer. Bacteroides fragilis). Fekalni peritonitis podrazumijeva prisutnost fecesa (stolice) u peritonealnoj šupljini. Događa se nakon traume i kirurških intervencija na debelom crijevu.
Ozljeda peritoneuma i bez ozljede šupljeg organa može biti razlog peritonitisa zbog ulaska mikroorganizama u peritonejsku šupljinu. Primjeri su povrijede, kirurške rane, ambulantna peritonealna dijaliza, intraperitonealna kemoterapija. I ovdje imamo miješane infekcije a najčešći uzročnik je Staphylococcus aureus, ali i drugi koagulaza negativni stafilokoki. Čak i gljivice kao što je Candida mogu biti uzročnici.
Spontani bakterijski peritonitis je forma koja se javlja bez očitog izvora kontaminacije. Događa se kod pacijenata s ascitesom posebno kod djece.
Intraperitonealna dijaliza dovodi do takozvanog tercijarnog peritonitisa.
Sistemska tuberkuloza može u rijetkim slučajevima imati intraperitonealnu lokalizaciju

### Neinfektivni peritonitis
Curenje sterilnih tjelesnih tekućina u peritoneum kao što je krv (endometrioza, tupa trauma trbuha, vanmaterična trudnoća), želudačnog soka (čir želuca), žuči (biopsija jetre, povrijeda žučnih vodova, mokraće (povrijede zdjelice), pankreasni sok (pankreatitis) izaziva najprije sterilni peritonitis koji se može naknadno inficirati u sljedećih 24 do 48 sati.
Sterilne abdominalne operacije normalno uzrokuju blagi peritonitis koji može dovesti do formiranja priraslica. Zaostalo strano tijelo (gaza) može dovesti do peritonitisa ako se grješkom ostavi u peritonealnoj šupljini.

## Dijagnoza
Dijagnoza se nazira na kliničkim manifestacijama opisanim u ranijem tekstu. Ako je sumnja na peritonitis jasna kirurška intervencija se obavlja bez daljnih pretraga. Leukocitoza, hipokalemija, hipernatremija i acidoza mogu biti prisutne iako nisu specifični nalazi za peritonitis. Isto važi za proširene vijuge crijeva na rendgenskom snimku. Rendgenski snimak može pokazati pneumoperitoneum (zrak u peritonealnoj šupljini) što je znak da postoji perforacija šupljeg organa. Ultrazvučni pregled i kompjuterizirana tomografija mogu otkriti različite izvore abdominalnog bola. Ako postoji sumnja, peritonealna lavaža ili eksplorativna laparoskopija mogu otkriti razlog postojanje i uzrok peritonitisa. Kod postojanja ascita paracenteza može otkriti peritonitis ako se nađu leukociti u dobivenoj tekućini. Antibiogram ove tekućine može utvrditi uzročnika bolesti. 

## Tretman
Ovisno o stadiju tretman obuhvaća sljedeće:
Opće mjere potpore kao što je rehidratacija intravenskim otopinama i korekcija poremećaja elektrolitne ravnoteže. 
Antibiotici se obično daju intravenski, esto se daje i više antibiotika širokog spektra. Kada se izolira uzročnik terapija se daje prema antibiogramu. 
Kirurški tretman zahtijeva pregled cijelog abbdomena s lavažom peritoneuma uz korekciju uzroka peritonitisa (naprimjer apendektomija, šivanje rupe na želucu). Izuzetak je spontani bakterijski peritonitis koji nema uvijek koristi od kirurškog tretmana. 

## Prognoza
Koliko se pravovremeno tretira prognoza je povoljna osobito u mlađih ljudi s mortalitetom ispod 10 %. Kod starijih ljudi mortalitet je i do 40 %. Nakon 48 sati mortalitet je velik dok je generalizirani peritonitis obično fatalan ako se ne liječi. 

## Vanjske poveznice
•	Peritonitis disease causes, treatment
•	Article on peritonitis at AllRefer.com
•	Genuit T and Napolitano L. 2004. Peritonitis and Abdominal Sepsis at Emedicine.com
•	Peritonitis at HealthSquare.com
|  | Molimo pročitajte upozorenje o korištenju medicinskih informacija. Ne provodite liječenje bez savjetovanja s liječnikom! |